# 三一街

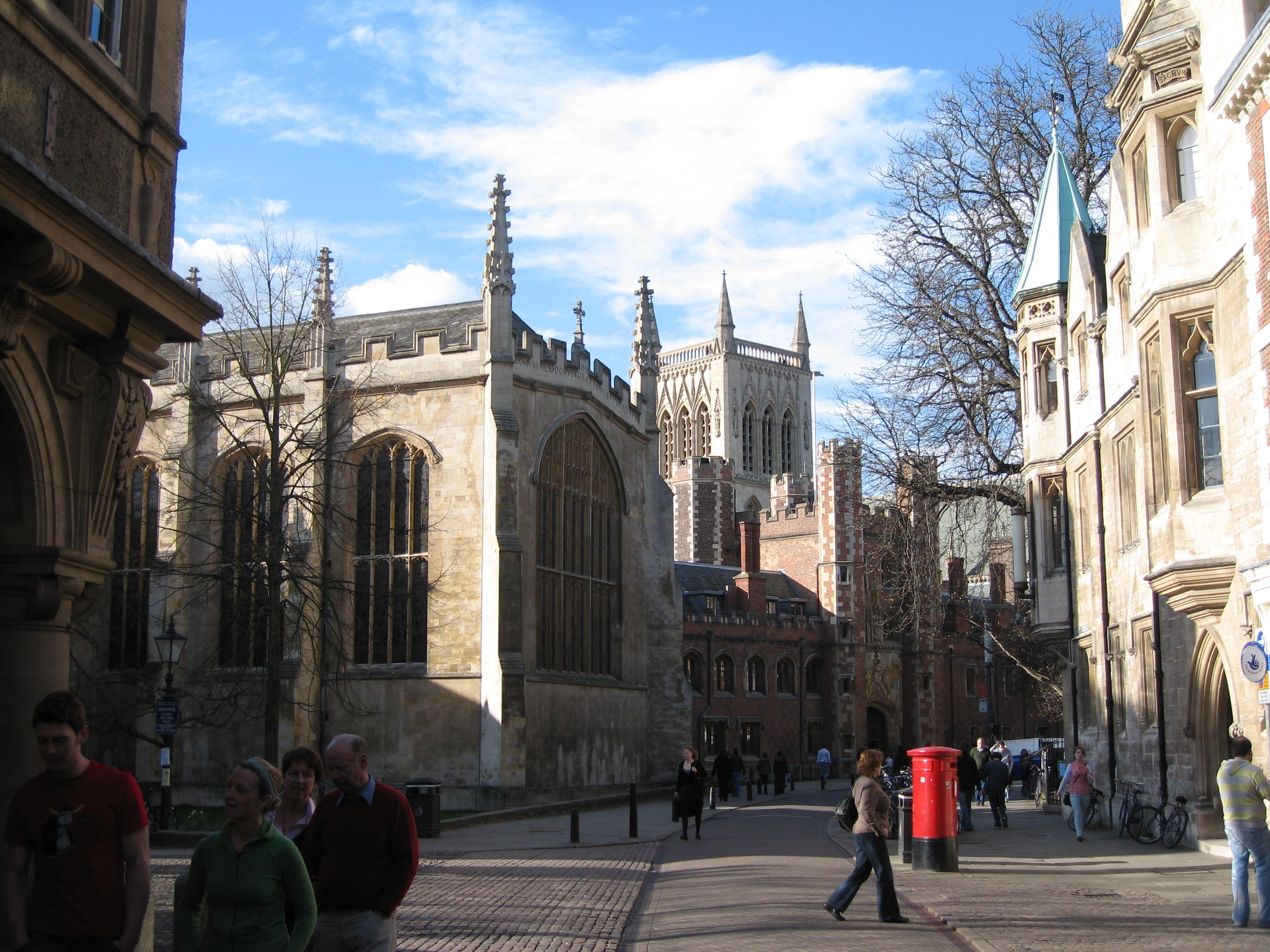
三一街，左侧为三一学院，后方为圣约翰学院塔楼

三一街（Trinity Street）是英格兰剑桥市中心的一条历史街道，北接圣约翰街，南接国王街以及特兰平顿街。
三一学院位于街道西侧，因而得名。南面是冈维尔与凯斯学院。

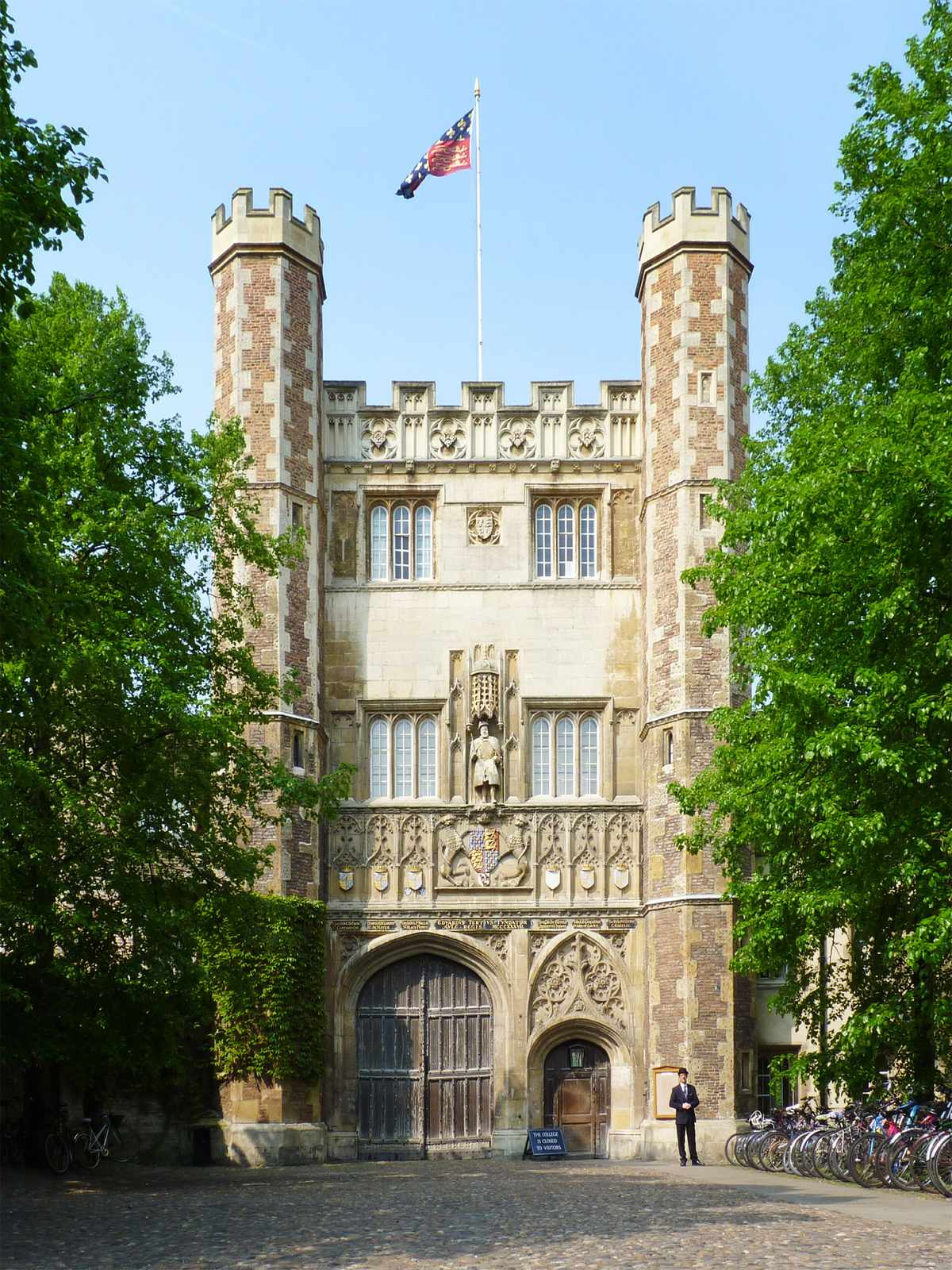
三一学院大门